# Langoiran

Langoiran este o comună în departamentul Gironde din sud-vestul Franței. În 2009 avea o populație de 2.173 de locuitori.

## Evoluția populației
| An        | 1975  | 1982  | 1990  | 1999  | 2006  | 2009  |
| --------- | ----- | ----- | ----- | ----- | ----- | ----- |
| Populație | 1.660 | 2.007 | 2.024 | 1.997 | 2.072 | 2.173 |